# Гобблет
Гобблет (англ. Gobblet) — настольная игра для двух игроков, созданная Thierry Denoual и опубликованная в 2001 году фирмами Gigamic (англ.) и Blue Orange Games. Гобблет был игрой 2004 года Франции Jeu de l’année (англ.).

## Правила
Для этой игры нужно поле 4 на 4 клетки. У каждого игрока есть набор из 12 колпачков различного цвета — чёрный или белый. Игроки по очереди в свой ход ставят колпачки на доску или перемещают свой колпачок на доске с одной клетки на другую. При этом больший по размеру колпачок может накрыть меньший. Выигрывает игрок, который первым соберет ряд из четырёх колпачков своего цвета: по горизонтали, вертикали или диагонали.

## Версии
В 2003 году фирмами Gigamic and Blue Orange Games была выпущена версия Gobblet Junior, которая ориентирована на начинающих игроков. В этой версии поле имеет размер 3 на 3 клетки.